# دولوريس سوكري
دولوريس سوكري (بالإنجليزية: Dolores Sucre)‏ (1837، غواياكيل في الإكوادور - 5 يونيو 1917، غواياكيل في الإكوادور)؛ كاتِبة وشاعرة إكوادورية.